# Cladoptose

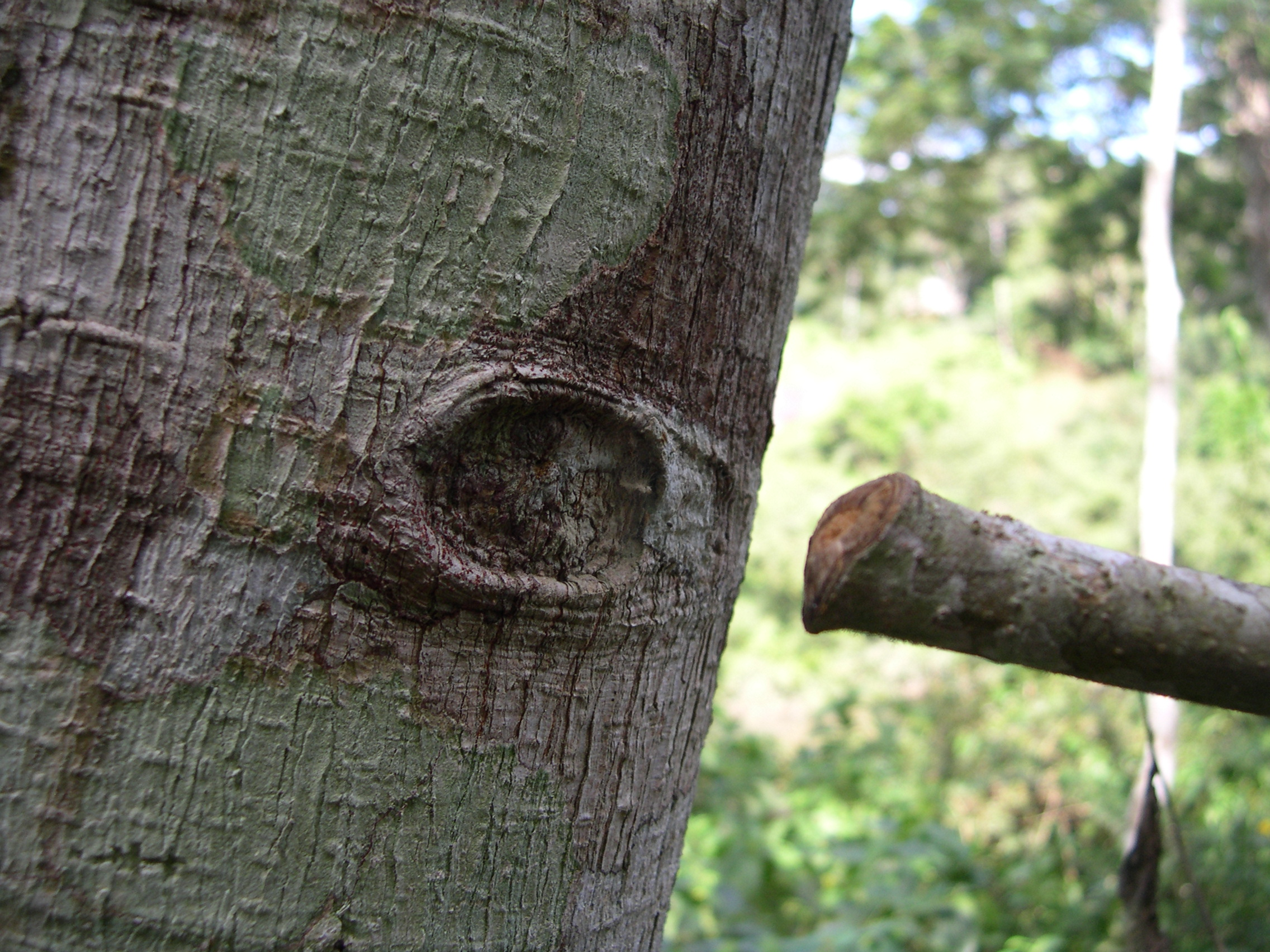
Cicatrice d'abscission sur le tronc de Castilla.

En botanique, la cladoptose ou cladoptosis (du grec clados, « rameau » et ptôsis, « chute ») est le processus physiologique chez certaines espèces d'arbres (chênes, saules, hêtres …) qui présentent des mécanismes actifs d'abscission au niveau de leurs rameaux ou de leurs branches qui portent encore leurs feuilles.
La décurtation (du latin decurtatio, « action d'écourter ») est un cas particulier de cladoptose, caractérisée par la chute naturelle des rameaux courts de l'année.

## Historique
Le botaniste britannique Miles Joseph Berkeley qui étudiait la désarticulation des rameaux chez le Saule argenté et le Chêne, invente le terme de cladoptosis en 1855 dans une courte communication.

## Processus
Ce processus implique l'existence, à la base des branches, d'une zone d'abscission constituée essentiellement d'un parenchyme peu vascularisé et sans fibres lignifiées. Cette zone est par la suite recouverte ou non par un tissu ligneux qui consolide la branche (phénomène de compartimentation) ; si ce recouvrement ne se produit pas, l'action du vent ou d'autres contraintes externes font chuter les branches possédant cette zone, avant qu'elles aient séché et alors qu'elles portent encore des feuilles. Ce processus de termine par la formation d'un bourrelet de cicatrisation.

## Fonctions
Ce phénomène est provoqué par des facteurs environnementaux défavorables (sécheresse, manque de lumière, tempête, vent, foudre), ce qui le distingue de l'extinction qui désigne la mortalité physiologique de rameaux jeunes, non liée à l’environnement. En période de sécheresse, certaines xérophytes perdent leurs branches et résistent ainsi en diminuant leurs besoins. Il peut également avoir diverses origines, parasitaires, physiologiques (sénescence), entraînant l'autoélagage des branches à l'ombre ou malades qui chutent avant d’avoir séché et qui portent encore des feuilles, créant ainsi une blessure naturelle plus ou moins importante.
Ainsi, lors de la mauvaise saison, Taxodium distichum, les Larixet les Metasequoia voient leurs aiguilles brunies chuter, de même que les rameaux courts qui les supportent.